# بیکنل (ایندیانا)
بیکنل (به انگلیسی: Bicknell) شهری در ایالت ایندیانا، ایالات متحده آمریکا است. در سرشماری سال ۲۰۱۰، جمعیت این شهر ۲،۹۱۵ نفر اعلام شد.

## جغرافیا
برنی در موقعیت ۳۸°۴۶′۲۵″ شمالی ۸۷°۱۸′۲۹″ غربی / ۳۸٫۷۷۳۶۱°شمالی ۸۷٫۳۰۸۰۶°غربی قرار گرفته است.